# 아드리앙 마나리노

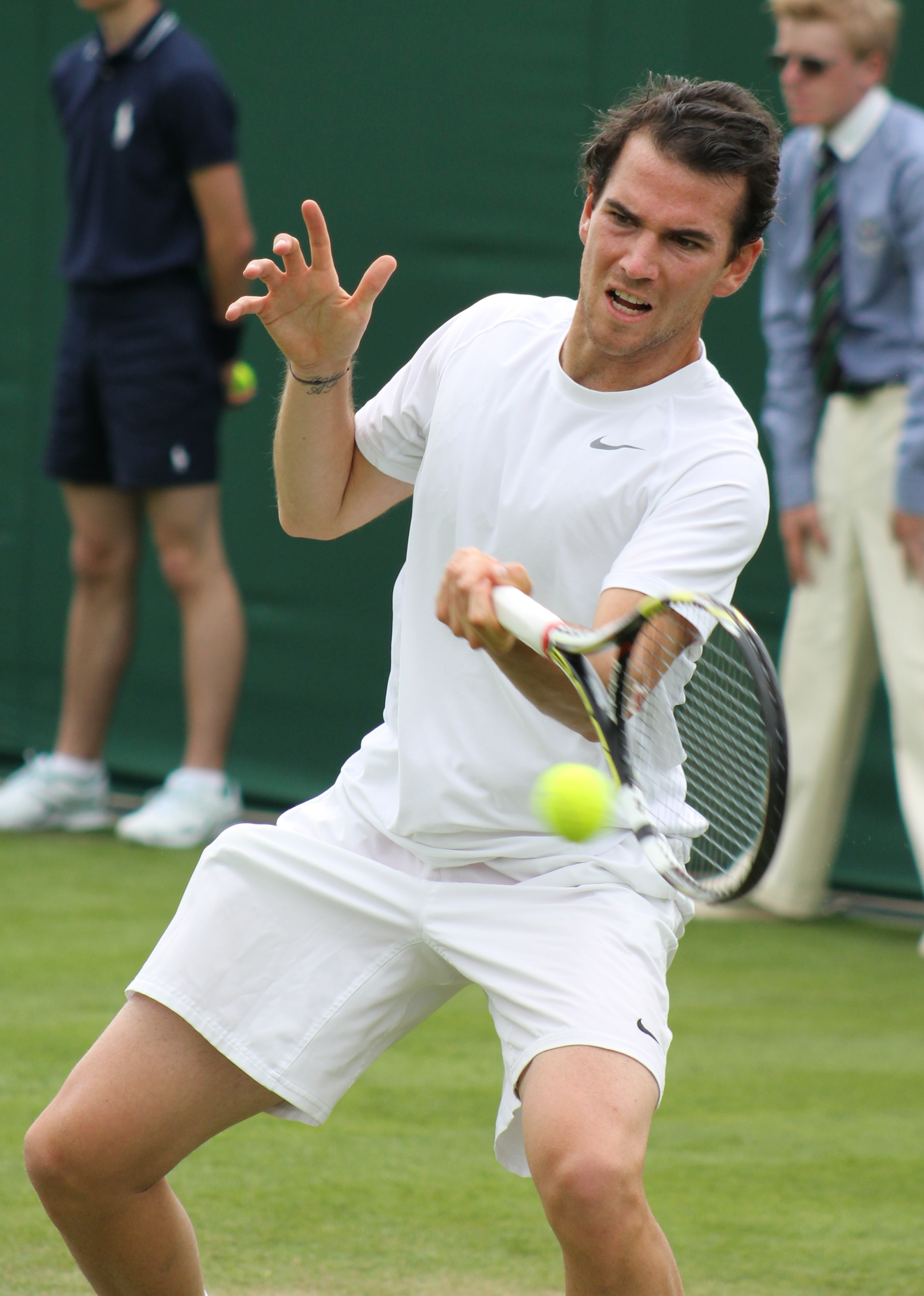

아드리앙 마나리노(프랑스어: Adrian Mannarino, 1988년 6월 29일 ~ )는 프랑스의 테니스 선수이다. 2015년 ATP 단식 27위에 안착했다.